# PLM 4 BMD 1
 (mai 2019).
Si vous disposez d'ouvrages ou d'articles de référence ou si vous connaissez des sites web de qualité traitant du thème abordé ici, merci de compléter l'article en donnant les références utiles à sa vérifiabilité et en les liant à la section « Notes et références ».
La locomotive 4 BMD 1 est une locomotive Diesel-électrique de manœuvre du PLM, construite en 1933. 
Elle conservera sa dénomination à la SNCF puis sera mise à la disposition du Chemin de fer Méditerranée-Niger en 1946.
Elle disposait d'un moteur Diesel Sulzer alimentant 4 moteurs de traction électriques.